# Graham Dorrans
Graham Dorrans (Glasgow, 5 maggio 1987) è un calciatore scozzese, centrocampista del Johnstone Burgh.

## Statistiche

### Presenze e reti nei club
Statistiche aggiornate al 7 maggio 2022.
| Stagione             | Squadra              | Campionato           | Campionato | Campionato | Coppe nazionali | Coppe nazionali | Coppe nazionali | Coppe continentali | Coppe continentali | Coppe continentali | Altre coppe | Altre coppe | Altre coppe | Totale | Totale |
| Stagione             | Squadra              | Comp                 | Pres       | Reti       | Comp            | Pres            | Reti            | Comp               | Pres               | Reti               | Comp        | Pres        | Reti        | Pres   | Reti   |
| -------------------- | -------------------- | -------------------- | ---------- | ---------- | --------------- | --------------- | --------------- | ------------------ | ------------------ | ------------------ | ----------- | ----------- | ----------- | ------ | ------ |
| 2004-2005            | Livingston           | SPL                  | 1          | 0          | SC+CdL          | 0               | 0               | -                  | -                  | -                  | -           | -           | -           | 1      | 0      |
| ago. 2005            | Livingston           | SPL                  | 1          | 0          | SC+CdL          | -               | -               | -                  | -                  | -                  | -           | -           | -           | 1      | 0      |
| 2005-gen. 2006       | Partick Thistle      | SSD                  | 1          | 0          | SC+CdL          | 0               | 0               | -                  | -                  | -                  | SCC         | 0           | 0           | 15     | 5      |
| gen.-giu. 2006       | Livingston           | SPL                  | 7          | 0          | SC+CdL          | 2+0             | 0               | -                  | -                  | -                  | -           | -           | -           | 9      | 0      |
| 2006-2007            | Livingston           | SPL                  | 34         | 5          | SC+CdL          | 2+2             | 2+1             | -                  | -                  | -                  | SCC         | 1           | 0           | 39     | 8      |
| 2007-2008            | Livingston           | SPL                  | 34         | 11         | SC+CdL          | 4+2             | 1+0             | -                  | -                  | -                  | SCC         | 1           | 0           | 41     | 12     |
| Totale Livingston    | Totale Livingston    | Totale Livingston    | 77         | 16         |                 | 12              | 4               |                    | -                  | -                  |             | 2           | 0           | 91     | 20     |
| 2008-2009            | West Bromwich        | PL                   | 8          | 0          | FACup+CdL       | 3+0             | 0               | -                  | -                  | -                  | -           | -           | -           | 11     | 0      |
| 2009-2010            | West Bromwich        | FLC                  | 45         | 13         | FACup+CdL       | 4+3             | 3+2             | -                  | -                  | -                  | -           | -           | -           | 52     | 18     |
| 2010-2011            | West Bromwich        | PL                   | 21         | 1          | FACup+CdL       | 1+3             | 0               | -                  | -                  | -                  | -           | -           | -           | 25     | 1      |
| 2011-2012            | West Bromwich        | PL                   | 31         | 3          | FACup+CdL       | 2+2             | 0               | -                  | -                  | -                  | -           | -           | -           | 35     | 3      |
| 2012-2013            | West Bromwich        | PL                   | 26         | 1          | FACup+CdL       | 1+1             | 0               | -                  | -                  | -                  | -           | -           | -           | 28     | 1      |
| 2013-2014            | West Bromwich        | PL                   | 14         | 2          | FACup+CdL       | 0+2             | 0               | -                  | -                  | -                  | -           | -           | -           | 16     | 2      |
| 2014-2015            | West Bromwich        | PL                   | 21         | 1          | FACup+CdL       | 1+0             | 0               | -                  | -                  | -                  | -           | -           | -           | 22     | 1      |
| Totale West Bromwich | Totale West Bromwich | Totale West Bromwich | 166        | 21         |                 | 23              | 5               |                    | -                  | -                  |             | -           | -           | 189    | 26     |
| gen.-giu. 2015       | Norwich City         | FLC                  | 15+3       | 3+0        | FACup+CdL       | 0               | 0               | -                  | -                  | -                  | -           | -           | -           | 18     | 3      |
| 2015-2016            | Norwich City         | PL                   | 21         | 0          | FACup+CdL       | 1+3             | 0               | -                  | -                  | -                  | -           | -           | -           | 25     | 0      |
| 2016-2017            | Norwich City         | FLC                  | 23         | 6          | FACup+CdL       | 0+1             | 0               | -                  | -                  | -                  | -           | -           | -           | 24     | 6      |
| Totale Norwich City  | Totale Norwich City  | Totale Norwich City  | 59+3       | 9+0        |                 | 5               | 0               |                    | -                  | -                  |             | -           | -           | 67     | 9      |
| 2017-2018            | Rangers              | SP                   | 16         | 5          | SC+CdL          | 1+3             | 0               | UEL                | 0                  | 0                  | -           | -           | -           | 20     | 5      |
| 2018-2019            | Rangers              | SP                   | 1          | 0          | SC+CdL          | 0+1             | 0               | UEL                | 1                  | 0                  | -           | -           | -           | 3      | 0      |
| Totale Rangers       | Totale Rangers       | Totale Rangers       | 17         | 5          |                 | 5               | 0               |                    | 1                  | 0                  |             | -           | -           | 23     | 5      |
| 2019-2020            | Dundee               | SC                   | 25         | 1          | SC+CdL          | 1+0             | 0               | -                  | -                  | -                  | -           | -           | -           | 26     | 1      |
| giu.-dic 2020        | Dundee               | SC                   | 3          | 0          | SC+CdL          | 0+1             | 1               | -                  | -                  | -                  | -           | -           | -           | 4      | 1      |
| Totale Dundee        | Totale Dundee        | Totale Dundee        | 28         | 1          |                 | 2               | 1               |                    | -                  | -                  |             | -           | -           | 30     | 2      |
| gen.-giu. 2021       | Western Sydney       | AL                   | 23         | 4          | -               | -               | -               | -                  | -                  | -                  | -           | -           | -           | 23     | 4      |
| 2021-2022            | Dunfermline          | SC                   | 19+2       | 1+0        | SC+CdL          | 1+1             | 0               | -                  | -                  | -                  | SCC         | 0           | 0           | 23     | 1      |
| Totale carriera      | Totale carriera      | Totale carriera      | 407        | 62         |                 | 48              | 10              |                    | 1                  | 0                  |             | 2           | 0           | 458    | 72     |

### Cronologia presenze e reti in nazionale
| Cronologia completa delle presenze e delle reti in nazionale ― Scozia | Cronologia completa delle presenze e delle reti in nazionale ― Scozia | Cronologia completa delle presenze e delle reti in nazionale ― Scozia | Cronologia completa delle presenze e delle reti in nazionale ― Scozia | Cronologia completa delle presenze e delle reti in nazionale ― Scozia | Cronologia completa delle presenze e delle reti in nazionale ― Scozia | Cronologia completa delle presenze e delle reti in nazionale ― Scozia | Cronologia completa delle presenze e delle reti in nazionale ― Scozia |
| Data                                                                  | Città                                                                 | In casa                                                               | Risultato                                                             | Ospiti                                                                | Competizione                                                          | Reti                                                                  | Note                                                                  |
| --------------------------------------------------------------------- | --------------------------------------------------------------------- | --------------------------------------------------------------------- | --------------------------------------------------------------------- | --------------------------------------------------------------------- | --------------------------------------------------------------------- | --------------------------------------------------------------------- | --------------------------------------------------------------------- |
| 10-10-2009                                                            | Yokohama                                                              | Giappone                                                              | 2 – 0                                                                 | Scozia                                                                | Amichevole                                                            | -                                                                     |                                                                       |
| 14-11-2009                                                            | Cardiff                                                               | Galles                                                                | 3 – 0                                                                 | Scozia                                                                | Amichevole                                                            | -                                                                     | 71’                                                                   |
| 3-3-2010                                                              | Glasgow                                                               | Scozia                                                                | 1 – 0                                                                 | Rep. Ceca                                                             | Amichevole                                                            | -                                                                     |                                                                       |
| 8-10-2010                                                             | Praga                                                                 | Rep. Ceca                                                             | 1 – 0                                                                 | Scozia                                                                | Qual. Euro 2012                                                       | -                                                                     |                                                                       |
| 12-10-2010                                                            | Glasgow                                                               | Scozia                                                                | 2 – 3                                                                 | Spagna                                                                | Qual. Euro 2012                                                       | -                                                                     | 80’                                                                   |
| 10-8-2011                                                             | Glasgow                                                               | Scozia                                                                | 2 – 1                                                                 | Danimarca                                                             | Amichevole                                                            | -                                                                     | 58’                                                                   |
| 6-9-2011                                                              | Glasgow                                                               | Scozia                                                                | 1 – 0                                                                 | Lituania                                                              | Qual. Euro 2012                                                       | -                                                                     | 79’ 82’                                                               |
| 29-2-2012                                                             | Capodistria                                                           | Slovenia                                                              | 1 – 1                                                                 | Scozia                                                                | Amichevole                                                            | -                                                                     | 72’                                                                   |
| 22-3-2013                                                             | Glasgow                                                               | Scozia                                                                | 1 – 2                                                                 | Galles                                                                | Qual. Mondiali 2014                                                   | -                                                                     | 64’                                                                   |
| 15-10-2013                                                            | Glasgow                                                               | Scozia                                                                | 2 – 0                                                                 | Croazia                                                               | Qual. Mondiali 2014                                                   | -                                                                     | 77’                                                                   |
| 8-10-2015                                                             | Glasgow                                                               | Scozia                                                                | 2 – 2                                                                 | Polonia                                                               | Qual. Euro 2016                                                       | -                                                                     | 84’                                                                   |
| 11-10-2015                                                            | Loulé                                                                 | Gibilterra                                                            | 0 – 6                                                                 | Scozia                                                                | Qual. Euro 2016                                                       | -                                                                     |                                                                       |
| Totale                                                                |                                                                       | Presenze                                                              | 12                                                                    |                                                                       | Reti                                                                  | 0                                                                     |                                                                       |